# Episodi di Transformers (quarta stagione)
La quarta stagione della serie animata Transformers è stata trasmessa negli Stati Uniti nel 1987.
Questa stagione è rimasta per lungo tempo inedita in italiano e doppiata solo per la pubblicazione col ridoppiaggio. Ne esiste perciò un unico doppiaggio italiano.
| Nº (Nº tot.) | Codice di produzione | Titolo italiano              | Titolo originale    | Prima TV USA     |
| ------------ | -------------------- | ---------------------------- | ------------------- | ---------------- |
| 1 (96)       | 6701-0001            | La rinascita (prima parte)   | The Rebirth: Part 1 | 9 novembre 1987  |
| 2 (97)       | 6701-0002            | La rinascita (seconda parte) | The Rebirth: Part 2 | 10 novembre 1987 |
| 3 (98)       | 6701-0003            | La rinascita (terza parte)   | The Rebirth: Part 3 | 11 novembre 1987 |